# Ezzard Charles

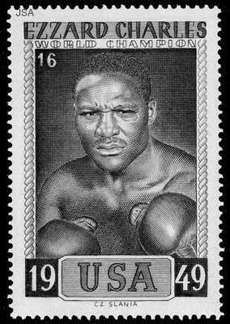
Ezzard Charles

Ezzard Mack Charles (Lawrenceville (Georgia), 7 juli 1921 – Chicago, 28 mei 1975), bijgenaamd de Cincinnati Cobra, was een Amerikaans bokser en wereldkampioen zwaargewicht.
Als amateur was Charles ongeslagen en in 1939 won hij het nationale AAU-middengewicht kampioenschap. Charles werd professional in 1940, maar zijn carrière werd onderbroken toen hij in het Amerikaanse leger diende tijdens de Tweede Wereldoorlog. 
Nadat Charles overstapte naar de zwaargewichtklasse, won hij in 1949 de National Boxing Association-zwaargewichttitel na het verslaan van Jersey Joe Walcott in een wedstrijd van 15 ronden. In 1950 versloeg Charles Joe Louis en werd de wereldkampioen zwaargewicht. Hij behield deze titel tot 1951, toen Walcott Charles versloeg in een rematch. In 1954 had Charles twee duels tegen Rocky Marciano, waarin hij tevergeefs probeerde de titel te heroveren.
Charles wordt beschouwd als een van de beste boksers van de jaren 1940 en 50. Hij vocht 122 wedstrijden en won er 96, waarvan 59 op knock-out. In 1966 kreeg Charles de diagnose amyotrofe laterale sclerose. Hij stierf in 1975 in Chicago.